# 도미자네촌
도미자네촌(富実村)은 니가타현 미나미우오누마군에 있던 촌이다.

## 역사
- 1889년 4월 1일 - 정촌제 시행에 의해 미나미우오누마군 도미자네촌이 성립하였다.
- 1906년 4월 1일 - 미나미우오누마군 요시자토촌, 도치쿠보촌, 나카모쿠라이덴촌, 가미시마촌, 오토미촌의 일부와 합병해 시오자와정이 신설되어 소멸하였다.

## 참고문헌
- 『市町村名変遷辞典』東京堂出版、1990年。